# 太平召
太平召，清朝赐名“宁祺寺”，位于内蒙古自治区呼和浩特市，是一座藏传佛教格鲁派寺院。太平召是呼和浩特地区“八小召”之一。

## 简介
太平召位于呼和浩特旧城北门西北，蒙古语称“和硕乃召”。该寺由土默特两翼官兵于康熙六十一年（1722年）建造，是土默特旗的旗庙。康熙帝赐名“宁祺寺”。
中华人民共和国时期，太平召已被毁，不复存在。